# نفوذ كهنوتي مفرط
النفوذ الكهنوتي المفرط هي تطبيق القيادة الرسمية القائمة على الدين أو رأي رجال الدين المرسومين في شؤون الكنيسة أو الجوانب السياسية والاجتماعية والثقافية الأوسع.

## طالع المزيد
- الكثلية السياسة
- القومية المسيحية
- الفاشية الدينية
- علمانية
- دين الدولة
- ثيوقراطية